# Bayerische Verfassungsmedaille

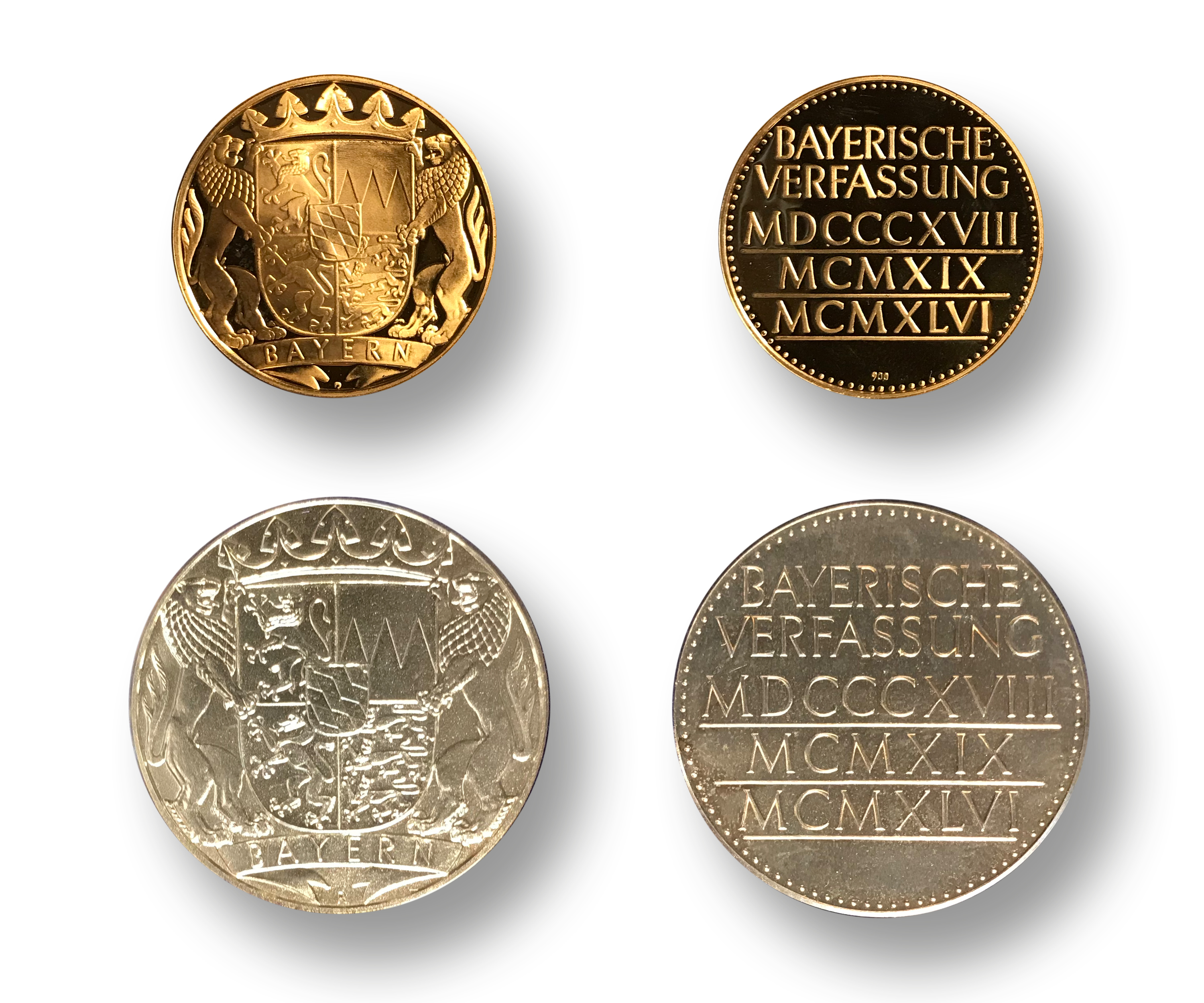
Bayerische Verfassungsmedaille in oro e argento.

La Bayerische Verfassungsmedaille (Medaglia della Costituzione bavarese) è un riconoscimento dello stato tedesco della Baviera, che viene assegnato ogni anno alle persone che hanno prestato servizi eccezionali alla costituzione bavarese. 
La medaglia è stata istituita il 1º dicembre 1961, donata dall'allora presidente del parlamento Rudolf Hanauer, quando è sorta la necessità di onorare i parlamentari di lunga data. La medaglia consegnata può essere in argento e in oro.

## Vincitori

### 2001
- Kurt Faltlhauser
- Ingo Friedrich
- Erwin Huber

### 2002
- Reinhold Bocklet
- Josef Deimer
- Franz Götz
- Karl Freller

### 2004
- Johannes Friedrich
- Christian Ude

### 2005
- Karl Freller
- Charlotte Knobloch
- Ernst Pöppel

### 2006
- Manfred Christ
- Heinz Donhauser
- Ernst-Ludwig Winnacker

### 2007
- Otmar Bernhard
- Ruth Drexel
- Mieczysław Pemper
- Gisela Stein
- Klaus Dieter Breitschwert
- Peter Radtke
- Siegfried Schneider

### 2008
- Herbert Ettengruber
- Ingrid Fickler
- Heidi Lück
- Marion Schick
- Jutta Speidel

### 2009
- Dieter Dorn
- Max Mannheimer
- Horst Seehofer
- Ludwig Stiegler
- Dieter Borchmeyer
- Walter Kolbow
- Bernd Posselt

### 2010
- Michael Glos
- Theodor W. Hänsch
- Gerda Hasselfeldt
- Ludwig Schick
- Siegfried Schneider
- Senta Berger
- Renate Dodell
- Peter Maffay
- Angelika Niebler

### 2011
- Reinhard Marx
- Waltraud Meier
- Iris Berben
- Wolfgang Kreissl-Dörfler
- Peter Landau
- Eduard Oswald
- Claudia Roth

### 2012
- Franz Beckenbauer
- Peter Lerche
- Ilse Aigner
- Verena Bentele
- Max Stadler

### 2013
- Hans-Jürgen Buchner
- Marcus H. Rosenmüller

### 2017
- Jacques Chagnon